# Green Moon España
Green Moon España es una productora cinematográfica fundada en Málaga (España) por, entre otros, el actor y director Antonio Banderas, en el año 2003.
La principal producción de la empresa en sus inicios fue el largometraje El camino de los ingleses, dirigida por el propio Banderas, galardonada con el Premio Europa Cinemas a la Mejor Película Europea en el Festival de Berlín. En 2007 coprodujo con Maestranza Films el largometraje 3 días, película que recibió los premios Mejor película, Mejor Guion Novel, Mejor Maquillaje y Mejor Actriz Secundaria en la edición de 2008 del Festival de cine español de Málaga.
En 2007 firmaron un acuerdo con la productora granadina Kandor Graphics para la realización de cuatro películas de animación, que se producirán conjuntamente bajo el nombre de Kandor Moon. En el acuerdo, se incluye la película El lince perdido, que recibe el Goya a la mejor película de animación 2008.